# Cabinet Scheidemann
République de Weimar
Conseil des commissaires du peuple Bauer
Le cabinet Scheidemann (en allemand : Kabinett Scheidemann) est le gouvernement du Reich allemand entre le 13 février et le 20 juin 1919, sous l'Assemblée nationale constituante.

## Historique du mandat
Dirigé par le nouveau ministre-président social-démocrate Philipp Scheidemann, il est constitué et soutenu par la « coalition de Weimar » entre le Parti social-démocrate d'Allemagne (SPD), le Parti du centre allemand (DZP) et le Parti démocrate allemand (DDP). Ensemble, ils disposent de 329 députés sur 423, soit 77,8 % des sièges de l'Assemblée nationale constituante.
Il est formé à la suite des élections constituantes du 19 janvier 1919.
Il succède donc au Conseil des commissaires du peuple, formé le 9 novembre 1918, à la suite de l'abdication de Guillaume II et la proclamation de la république par Scheidemann au balcon du palais du Reichstag.
Au cours du scrutin, le SPD s'impose avec plus de 37 % des voix. Le DZP arrive deuxième avec 19,7 % des suffrages, devant le DDP et ses 18,6 %. Forts de plus des 3/4 des sièges au sein de l'Assemblée, les trois partis s'associent, portant Friedrich Ebert à la présidence de l'État fédéral et Scheidemann aux fonctions de ministre-président.
Le chef du gouvernement et ses ministres remettent leur démission le 20 juin 1919, à la veille de l'ultimatum fixé par les Alliés pour la réponse à la proposition de traité de paix qui deviendra le « traité de Versailles ». Philipp Scheidemann déclare à cette occasion : « Quelle main ne se dessècherait-elle pas qui se mettrait et nous mettrait ces chaînes ».
Nommé à sa succession, le ministre du Travail Gustav Bauer forme son cabinet et assume la ratification du traité de Versailles.

## Composition
| Fonction                                      | Titulaire | Titulaire                                                                       | Parti |
| --------------------------------------------- | --------- | ------------------------------------------------------------------------------- | ----- |
| Ministre-président                            |           | Philipp Scheidemann                                                             | SPD   |
| Vice-ministre-président Ministre des Finances |           | Eugen Schiffer (jusqu'au 19/04/1919) Bernhard Dernburg (à partir du 30/04/1919) | DDP   |
| Ministre des Affaires étrangères              |           | Ulrich von Brockdorff-Rantzau                                                   | Sans  |
| Ministre de l'Intérieur                       |           | Hugo Preuß                                                                      | DDP   |
| Ministre de la Justice                        |           | Otto Landsberg                                                                  | SPD   |
| Ministre de l'Économie                        |           | Rudolf Wissell                                                                  | SPD   |
| Ministre de l'Alimentation                    |           | Robert Schmidt                                                                  | SPD   |
| Ministre du Travail                           |           | Gustav Bauer                                                                    | SPD   |
| Ministre de l'Armée                           |           | Gustav Noske                                                                    | SPD   |
| Ministre des Transports et des Colonies       |           | Johannes Bell                                                                   | DZP   |
| Ministre des Postes                           |           | Johannes Giesberts                                                              | DZP   |
| Ministre du Trésor                            |           | Georg Gothein (à partir du 21/03/1919)                                          | DDP   |
| Ministre sans portefeuille                    |           | Eduard David                                                                    | SPD   |
| Ministre sans portefeuille                    |           | Matthias Erzberger                                                              | DZP   |
| Ministre sans portefeuille                    |           | Georg Gothein (jusqu'au du 21/03/1919)                                          | DDP   |